# Brummkreisel (Fernsehsendung)
Brummkreisel ist der Titel einer 25-minütigen deutschen Kindersendereihe, die vom damaligen Fernsehen der DDR produziert und ausgestrahlt wurde. Hauptdarsteller waren die Schauspieler und Synchronsprecher Joachim Kaps und Hans-Joachim Leschnitz. Kaps verkörperte sich selbst als „Achim“, einen jungen Mann im Pullover, dessen Markenzeichen eine bunte Latzhose war, die er immer trug. Leschnitz spielte dessen Freund „Kunibert“ – manchmal auch „Kunibert Männchen“ genannt – einen gut 30 bis 40 cm kleinen Mann (vermutlich einen Zwerg oder Kobold) mit breitem Hut, langem Mantel und Filzpantoffeln.

## Aufmachung und Inhalt
Die Studiokulisse war nahezu stets die Gleiche. Die Sendung spielte in einem komplett schwarzen und abgedunkelten Studio, in das die zur jeweiligen Handlung passenden Requisiten (beispielsweise ein bunter Ohrensessel, in dem Kaps beim Vorlesen von Geschichten saß) hineingestellt wurden. Zudem bot das abgedunkelte Interieur die Möglichkeit via Bluescreen-Technik Trickaufnahmen und -figuren sowie einfarbige Linien einzublenden. Letztere dienten u. a. als Sichtschutz für Puppenspieler oder aber Lauffläche und Boden für Leschnitz als Kunibert. Einziges wiederkehrendes Requisit war ein mit bunten Motiven dekoriertes Puppentheater-Haus, in dem Kunibert wohnte. Dieses war mit einem Vorhang verschlossen, der sich immer dann öffnete, wenn Achim mit Kunibert interagieren wollte.
Ein konkretes Konzept gab es für die Sendung nicht. Sie begann und endete stets mit einem eingeblendeten und ins Bild rollenden und summenden Brummkreisel. Im Verlauf jeder gut halbstündigen Serienepisode interagierten Achim und Kunibert miteinander sowie den Kindern am Fernsehschirm. Beispielsweise sangen sie bekannte oder selbst komponierte Lieder, machten Bastelarbeiten, lasen Geschichten vor oder sie präsentierten meist aus dem osteuropäischen Raum stammende Zeichentrickfilme.
Wiederkehrende Elemente waren die so genannte „Elefanten-Zauberstellung“ sowie die „Kikifax-Suchgeräte“. Bei der „Elefanten-Zauberstellung“ wurden die Arme in der Art verschränkt, dass mit der einen Hand die Nase angefasst wurde, während der andere Arm durch sein verschränktes Gegenüber geschoben wurde und den Elefantenrüssel eines Elefanten stilisieren sollte. Die Zauberstellung diente meist für die Formulierung von Zaubersprüchen, um bestimmte Aktion im Studio einzuleiten. Als „Kikifax-Suchgeräte“ dienten Achim und den Zuschauern die zu einem fiktiven Fernglas geformten und vor die Augen gehaltenen Hände, welche Kaps angedeutet aus der Brusttasche seiner Latzhose hervorholte. Nach Positionierung der Hände vor den Augen wurde stets ein in doppelter Geschwindigkeit abgespielter Kurzfilm eingeblendet, der den Alltag von Kuniberts Urgroßneffe Kikifax (ebenfalls von Leschnitz verkörpert) darstellte. Kikifax agierte in den gezeigten Situationen meist chaotisch und voller Fehlverhalten. Diese Filme sollten den Kindern falsches Handeln verdeutlichen und wurden von Achim nach Begutachtung stets kritisch analysiert und diskutiert.
In späteren Jahren wurde das Zwei-Mann-Ensemble dann noch um einige Strumpfpuppen erweitert: das Ehepaar Gret und Fred sowie den Hund Mops und die weiße Katze Hops.

## Ausstrahlung
Brummkreisel wurde erstmals am 25. Januar 1982 im ersten Kanal DDR 1 des Fernsehen der DDR ausgestrahlt. Von diesem Zeitpunkt an lief Brummkreisel jeden zweiten Sonnabend um 10:00 Uhr im wöchentlichen Wechsel mit der Sendung „Hoppla“ auf demselben Sendeplatz. Eine Wiederholung erfolgte immer montags um 17:15 Uhr.

## Nach dem Mauerfall
Nach dem Ende der DDR und des DDR-Fernsehens lief Brummkreisel weiterhin auf einem regelmäßigen Sonnabendvormittag-Sendeplatz im Programm des Übergangssenders DFF 1. Am ursprünglichen Konzept wurde festgehalten, allerdings in bestimmten Bereichen ein wenig variiert. Unter anderem wurden die Strumpfpuppen durch eine namenlose Zeichentrickente ersetzt. Des Weiteren wagte man sich auf Neuland und produzierte mit „Die Reise ins Pfefferland“ einen fünf Sendungen umfassenden Mehrteiler, in denen u. a. Schauspieler und Synchronsprecher Gerald Schaale in mehreren Rollen mitwirkte. Neu war in diesem Zusammenhang auch ein Gewinnspiel am Ende der ersten vier Episoden, bei dem die Zuschauer mitmachen und etwas gewinnen konnten. Die richtigen Lösungen bildeten zudem wichtige Informationen und Hinweise für Achim, der sich innerhalb der Handlung des Mehrteilers auf die Suche nach seinem verschwundenen Freund Kunibert begab.
Nachdem der DFF in den MDR bzw. den ORB übergegangen war, wurde Brummkreisel von der ARD übernommen. Im Auftrag von dieser produzierte der MDR einige Folgen mit einem völlig neuen Konzept und komplett anderer Aufmachung. Die Sendung bekam einen Cartoon-Vorspann mit eigener Titelmusik sowie einen Abspann mit den Credits der Sendung, bei dem Kinderfüße in Socken durchs Bild liefen. Das dunkle Studio wurde um bunte Kulissen erweitert, andere Handlungsorte wurden als Zeichentrickhintergrund im Bluescreen-Verfahren eingeblendet. Nachdem die ersten Folgen als Pilotprojekt im Vormittagsprogramm der ARD ausgestrahlt wurden, jedoch nicht den erhofften Quotenerfolg mit sich brachten, wurde die Produktion der Sendereihe schließlich Anfang der 1990er eingestellt. In den folgenden Jahren wurden die Episoden dann in loser Folge wiederholt. Die letztmalige Ausstrahlung erfolgte im Kinderprogramm des RBB im Jahre 2003.